# Pseudoacontias
Pseudoacontias — рід сцинкоподібних ящірок родини сцинкових (Scincidae). Представники цього роду є ендеміками Мадагаскару.

## Опис
Представники роду Pseudoacontias — великі сцинки, довжина яких становить понад 200 мм. Кінцівки у них відсутні або сильно редуковані. Вони ведуть риючий спосіб життя.

## Види
Рід Pseudoacontias нараховує 4 види:
- Pseudoacontias angelorum Raxworthy & Nussbaum, 1995
- Pseudoacontias madagascariensis Bocage, 1889
- Pseudoacontias menamainty Andreone & Greer, 2002
- Pseudoacontias unicolor Sakata & Hikida, 2003

## Етимологія
Наукова назва роду Pseudoacontias походить від сполучення слова дав.-гр. ψεῦδος — несправжній і наукової назви роду Acontias Cuvier, 1817.